# 伊必那班
伊必那班（英语：Ibipinabant；开发代号：SLV319、BMS-646,256) 是一种用于科学研究的药物，可作为强效和高选择性的大麻素受体1（CB1）拮抗剂。它对动物有强烈的厌食作用，并被研究用于治疗肥胖症，CB1拮抗剂作为一类药物由于利莫那班出现的问题而不再受青睐，因此伊比那班现在仅用于实验室研究，特别是对新型CB1拮抗剂的构效关系研究。SLV330是伊必那班的结构类似物，据报道其在与记忆、认知以及成瘾行为调节相关的动物模型中具有活性。已报道了伊必那班的原子效率合成。